# 班塔 (加利福尼亞州)
班塔（英語：Banta）是位於美國加利福尼亞州聖華金縣的一個非建制地區。

## 地理
班塔的座標為37°45′16″N 121°22′11″W / 37.75444°N 121.36972°W，而該地最高點為海拔高度7米（即23英尺）。

## 人口
根據2010年美國人口普查的數據，班塔的面積為5.00平方千米，當中陸地面積為5.00平方千米，而水域面積為5.00平方千米。當地共有人口500人，而人口密度為每平方千米100人。